# رنه پوتیه
رنه پوتیه (۵ ژوئن ۱۸۷۹ – ۲۵ ژانوی ۱۹۰۷) رکابزن حرفه‌ای اهل فرانسه بود که در رشتهٔ دوچرخه‌سواری جاده فعالیت می‌کرد. او توانست در سال ۱۹۰۶ قهرمان تور دو فرانس شود.

## فعالیت حرفه‌ای

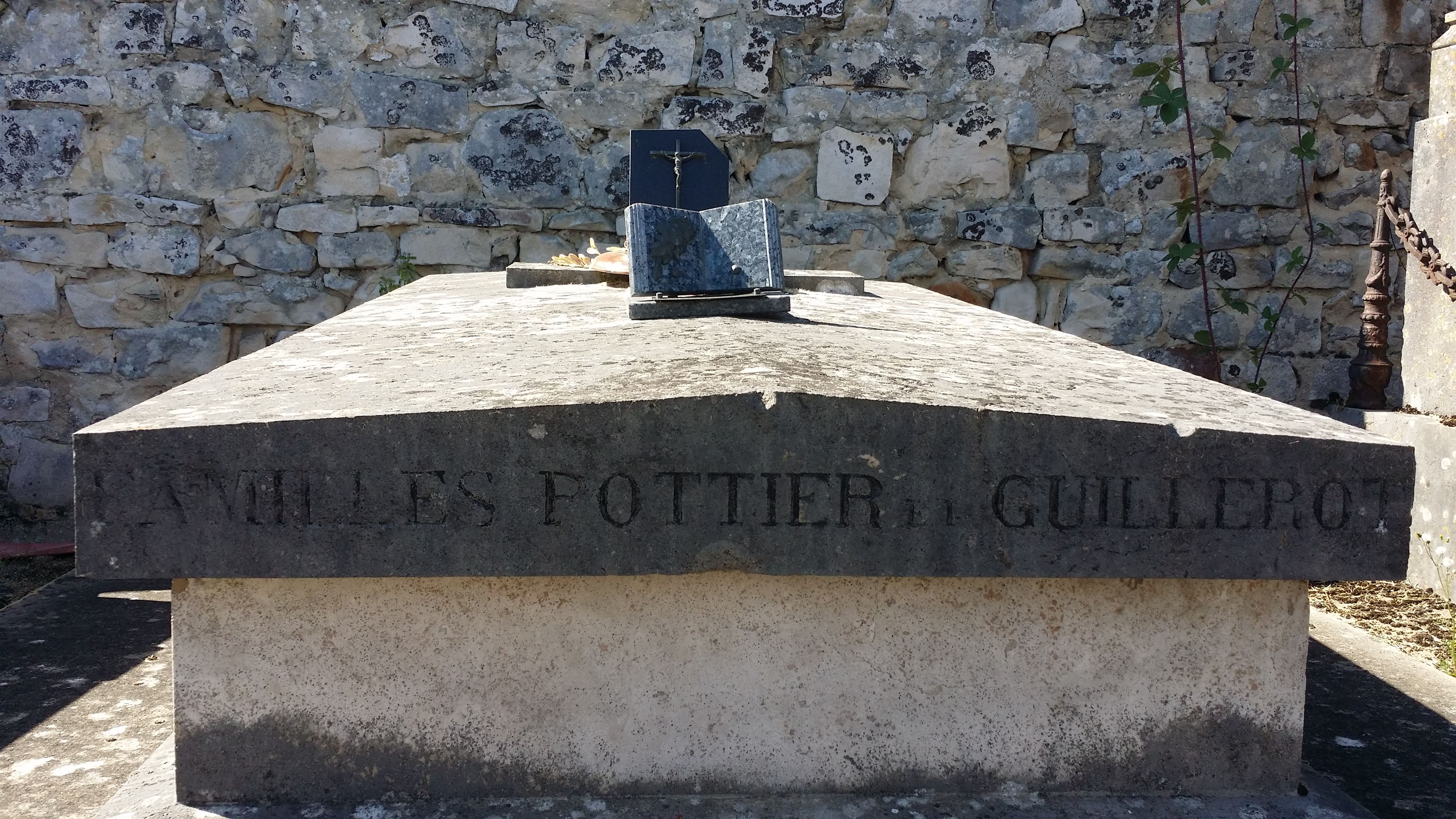
مقبره رنه پوتیه

پوتیه در موره-سور-لوان در دپارتمان سن-ا-مرن زاده شد و در سال ۱۹۰۳ در مسابقات دوچرخه‌سواری آماتور فرانسه دوم شد. سپس در سال ۱۹۰۴ حرفه‌ای شد و در سال ۱۹۰۵ در دو مسابقهٔ پاریس–روبه و بوردو–پاریس بر سکوی دوم ایستاد. در همان سال برای نخستین بار در تور دو فرانس شرکت کرد؛ ولی به دلیل مصدومیت نتوانست مسابقه را به پایان برساند.

### تور دو فرانس ۱۹۰۶
در سال ۱۹۰۶ ابتدا رتبهٔ سوم پاریس–روبه را به دست آورد. سپس با هدف قهرمانی وارد تور دو فرانس شد. در کیلومتر ۱۷۵ مرحلهٔ دوم به دلیل مشکل مکانیکی متوقف شد و حدود یک ساعت زمان از دست داد. علی‌رغم همکاری سایر رقیبان برای حفظ برتری نسبت به پوتیه، او توانست پس از تعقیب ۲۰۰ کیلومتری در فاصلهٔ ۲۵ کیلومتری خط پایان به گروه برسد و با پشت سر گذاشتن آن‌ها فاتح مرحله شود. در پایان این مرحله، پوتیه صاحب پیراهن طلایی تور شد و آن را تا پایان در اختیار داشت. او در مرحلهٔ بعد نیز با برتری ۴۵ دقیقه‌ای پیروز شد. پس از پیروزی در مرحلهٔ چهارم، در میانهٔ مرحلهٔ پنجم یک ساعت بر رقیبان خود برتری داشت. گفته می‌شود که پوتیه توقف کرد و برای استراحت و نوشیدن شراب به کافه‌ای رفت. هنگامی که نخستین رکابزنان از او گذشتند، دوباره دوچرخه را برداشت و به دنبال آنان رفت تا دوباره به پیروزی برسد. در مرحلهٔ پایانی نیز برنده شد تا در نهایت، با اقتدار به قهرمانی تور دو فرانس ۱۹۰۶ برسد.
در ۲۵ ژانویه ۱۹۰۷ پوتیه خود را دار زد و خودکشی کرد. او شنیده بود هنگامی که برای شرکت در تور رفته بود، همسرش با مردی رابطه پیدا کرده‌است.
پوتیه نخستین رکابزنی بود که توانست گردنه بالون دالزاس را فتح کند. به همین دلیل، چند هفته پس از مرگش سنگ یادبودی بر فراز بالون دالزاس به یاد او نصب شد.